# Campeonato Mundial de Atletismo Sub-20 de 2021 - Decatlo masculino
A prova do decatlo masculino do Campeonato Mundial de Atletismo Sub-20 de 2021 ocorreu entre os dias 20 e 21 de agosto de 2021 no Centro Esportivo Internacional Moi, em Nairóbi, no Quênia. 

## Recordes
Antes desta competição, os recordes mundiais e do campeonato nesta prova eram os seguintes:
|       | Nome              | Nacionalidade | Pontos | Local    | Data                |
| ----- | ----------------- | ------------- | ------ | -------- | ------------------- |
| WU20R | Niklas Kaul       | Alemanha      | 8435   | Grosseto | 23 de julho de 2017 |
| CR    | Ashley Moloney    | Austrália     | 8190   | Tampere  | 11 de julho de 2018 |
| WU20L | Jente Hauttekeete | Bélgica       | 8150   | Tallinn  | 18 de julho de 2021 |

## Medalhistas
| Ouro                   | Prata                   | Bronze                |
| František Doubek (CZE) | Jente Hauttekeete (BEL) | José San Pastor (ESP) |

## Cronograma
Todos os horários são locais (UTC+3). 
| Data         | Hora  | Evento                   |
| ------------ | ----- | ------------------------ |
| 20 de agosto | 09:00 | 100 metros rasos         |
| 20 de agosto | 09:40 | Salto em distância       |
| 20 de agosto | 10:40 | Arremesso de peso        |
| 20 de agosto | 15:17 | Salto em altura          |
| 20 de agosto | 17:35 | 400 metros rasos         |
| 21 de agosto | 09:00 | 110 metros com barreiras |
| 21 de agosto | 09:50 | Arremesso de disco       |
| 21 de agosto | 11:50 | Salto com vara           |
| 21 de agosto | 15:05 | Lançamento de dardo      |
| 21 de agosto | 17:45 | 1500 metros rasos        |

## Resultado final
| Posição           | Atleta            | Nacionalidade | 100 m | SD   | AP    | SA   | 400 m | 110 m | AD    | SV   | LD    | 1500 m  | Pontos | Notas |
| ----------------- | ----------------- | ------------- | ----- | ---- | ----- | ---- | ----- | ----- | ----- | ---- | ----- | ------- | ------ | ----- |
| Medalha de ouro   | František Doubek  | Chéquia       | 10.93 | 7.19 | 14.96 | 1.97 | 48.72 | 14.10 | 45.74 | 4.80 | 64.03 | 4:52.39 | 8169   | WU20L |
| Medalha de prata  | Jente Hauttekeete | Bélgica       | 10.89 | 7.44 | 15.61 | 2.09 | 48.99 | 13.95 | 41.47 | 4.50 | 51.24 | 4:48.18 | 8053   |       |
| Medalha de bronze | José San Pastor   | Espanha       | 11.32 | 6.96 | 15.97 | 1.85 | 50.48 | 14.51 | 45.64 | 4.30 | 51.16 | 5:06.13 | 7430   | NU20R |
| 4                 | Ville Toivonen    | Finlândia     | 11.45 | 7.08 | 13.56 | 1.85 | 52.13 | 14.44 | 41.17 | 4.00 | 66.25 | 5:04.56 | 7275   |       |
| 5                 | Aleksi Savolainen | Finlândia     | 11.22 | 7.04 | 13.91 | 1.88 | 50.95 | 14.72 | 38.39 | 4.40 | 49.36 | 5:04.91 | 7183   |       |
| 6                 | Jef Misplon       | Bélgica       | 11.76 | 6.19 | 14.19 | 1.85 | 51.93 | 14.76 | 38.31 | 4.40 | 45.79 | 4:46.33 | 6873   |       |
| 7                 | Alessandro Sion   | Itália        | 11.41 | 6.94 | 12.85 | 1.94 | 52.04 | 14.59 | 38.71 | NM   | 59.38 | 5:06.14 | 6492   |       |
| 8                 | Nikolaj Grønbech  | Dinamarca     | 11.36 | 6.77 | 13.68 | 1.88 | 50.84 | DSQ   | 36.97 | 5.00 | 59.25 | 5:06.03 | 6489   |       |

Legenda
| Recorde mundial       | Recorde mundial (World record)               |                       | Recorde africano                      | Recorde africano (African) |                                           | Q | Classificado por posição (Qualified) |
| Recorde do campeonato | Recorde do campeonato (Championship record)  | Recorde da América    | Recorde da América (Americas)         | q                          | Classificado por melhor tempo (Qualified) |   |                                      |
| Melhor marca do ano   | Melhor marca do ano (World leading)          | Recorde asiático      | Recorde asiático (Asian)              | DNS                        | Não largou (Did not start)                |   |                                      |
| Recorde nacional      | Recorde nacional (National record)           | Recorde europeu       | Recorde europeu (European)            | DNF                        | Não terminou (Did not finish)             |   |                                      |
| Recorde pessoal       | Recorde pessoal do atleta (Personal best)    | Recorde da Oceania    | Recorde da Oceania (Oceania)          | DSQ / DQ                   | Desclassificado (Disqualified)            |   |                                      |
| Recorde da temporada  | Recorde da temporada do atleta (Season best) | Recorde sul-americano | Recorde sul-americano (South America) | NM                         | Sem marca (No mark)                       |   |                                      |